# Burg Allensbach
Die Burg Allensbach ist eine abgegangene Burg im Ortsgebiet des Dorfes Allensbach im Landkreis Konstanz in Baden-Württemberg.

Die Burg, deren genaue Lage in Allensbach nicht bekannt ist, war vermutlich Sitz der 1240 genannten Herren von Allensbach. Die wohl als Turmburg errichtete Anlage wurde im Jahr 1351 erstmals urkundlich erwähnt. 1502 war sie die Behausung eines Amtmannes namens Federlin, nach dem sie auch Vederlins thurn genannt wurde.
Von der Burganlage ist heute nichts erhalten. Eine weitere Burganlage könnte sich außerhalb des Ortes befunden haben, 1468 wurde ein Burgacker erwähnt, 1544 ein Burgberg.